# Preisdorf
Preisdorf ist seit 1977 ein Gemeindeteil der Stadt Arzberg im Landkreis Wunsiedel im Fichtelgebirge (Oberfranken, Bayern).

## Geographie
Das Dorf liegt am Südostfuß des Preisbergs zwischen Konnersreuth und Marktredwitz.

## Geschichte
Preisdorf bestand 1787 aus vier aus einer Rodung gewonnenen Landstücken mit sogenannten Reutegütern, die zum Richteramt Arzberg gehörten. Drei davon wurden bereits 1673 errichtet.

## Verkehr
Der Ort liegt als Straßendorf (ca. 2 km Länge) an den Kreisstraßen WUN 11 und TIR 14, die Konnersreuth mit Pechbrunn verbinden. Ein Anwesen gehört zur Gemeinde Konnersreuth und eines zur Gemeinde Pechbrunn,  beide liegen im oberpfälzischen Landkreis Tirschenreuth.